# John Feldmann

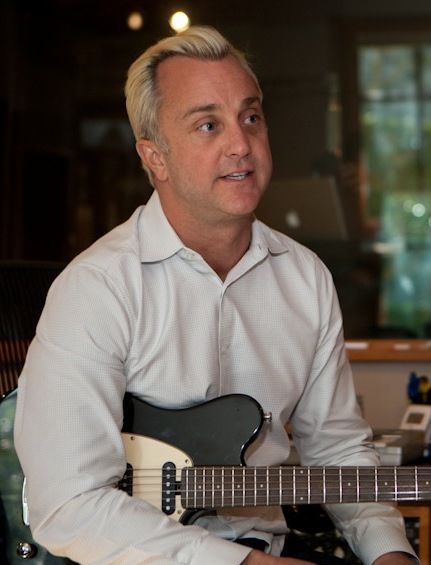
John Feldmann

John Feldmann (* 29. Juni 1967) ist ein US-amerikanischer Musiker und Musikproduzent. Er ist Leadsänger und Gitarrist der Punk-Rock-Band Goldfinger. Er lebt vegan und ist auch als Tierrechtsaktivist bekannt, u. a. für PETA.
Feldmann spielt seit 1996 bei Goldfinger. Als Musikproduzent arbeitete er u. a. mit Avril Lavigne, Blink-182, The Used, Good Charlotte, Story of the Year, Escape the Fate, 5 Seconds of Summer und Mest zusammen.